# Zelotes florodes
Espèce
Zelotes florodes est une espèce d'araignées aranéomorphes de la famille des Gnaphosidae.

## Distribution
Cette espèce est endémique de Floride aux États-Unis.  Elle se rencontre dans les comtés de Polk et d'Highlands.

## Description
Les mâles mesurent 3,55 mm en moyenne et les femelles 3,39 mm.

## Publication originale
- Platnick & Shadab, 1983 : A revision of the American spiders of the genus Zelotes (Araneae, Gnaphosidae). Bulletin of the American Museum of Natural History, no 174, p. 97-192 (texte intégral).